# 博斯腾湖乡
博斯腾湖乡，是中华人民共和国新疆维吾尔自治区巴音郭楞蒙古自治州博湖县下辖的一个乡镇级行政单位。

## 行政区划
博斯腾湖乡下辖以下地区：
库代力克村、闹音呼都克村、道可逊郭勒村、亚马图赛热木村和特热特诺尔村。